# Mitzoruga marmorea
Mitzoruga marmorea là một loài nhện trong họ Miturgidae.
Loài này thuộc chi Mitzoruga. Mitzoruga marmorea được Henry Roughton Hogg miêu tả năm 1896.